# Nierówność Younga

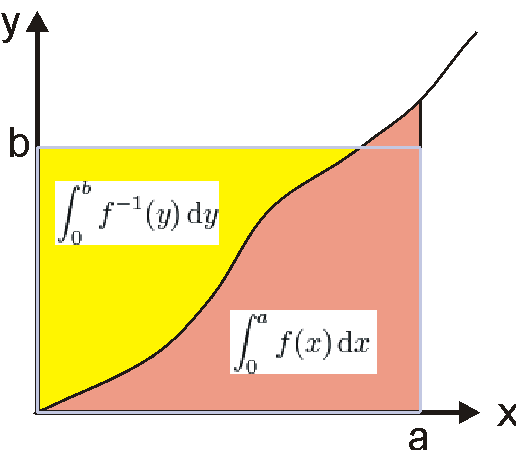
Ilustracja nierówności

Nierówność Younga – nierówność w analizie matematycznej. Sformułowanie:
Niech {\displaystyle f,g:[0,+\infty )\to [0,+\infty )} będą wzajemnie odwrotnymi ściśle rosnącymi funkcjami ciągłymi, które spełniają warunek {\displaystyle f(0)=g(0)=0.} Wówczas dla każdych {\displaystyle a,b\in \mathbb {R} ^{+}} zachodzi nierówność
{\displaystyle \int \limits _{0}^{a}~f(x)dx+\int \limits _{0}^{b}~g(x)dx\geqslant ab.}
Nazwa pochodzi od Williama Henry’ego Younga.